# Смоллетт, Джусси
Джусси Смоллетт (англ. Jussie Smollett; род. 21 июня 1983) — американский актёр и певец.

## Биография
Смоллетт родился в Санта-Розе, Калифорния, но вырос в Нью-Йорке. У него есть три брата и две сестры, включая Джерни Смоллетт. Будучи ребёнком он начал актёрскую карьеру, появляясь в фильмах «Могучие утята» и «Норт». На телевидении он затем снялся вместе со своими братьями и сестрами в недолго просуществовавшем ситкоме ABC «На моей площади» (1994—1995).
После завершения карьеры в качестве ребёнка Смоллетт не появлялся на экране вплоть до 2012 года. В 2012 году он сыграл главную роль в ЛГБТ-фильме «Худой». Позже в том же году он выпустил свой дебютный мини-альбом The Poisoned Hearts Club, а с тех пор появился в сериалах «Проект Минди» и «Месть». В 2014 году он получил одну из центральных ролей в прайм-тайм мыльной опере Fox «Империя», играя Джамала Лайона, сына-гея героини Тараджи П. Хенсон.
Смоллетт — открытый гей.
29 января 2019 года Смоллетт фальсифицировал рассово-мотивированое нападение на себя перед камерой наблюдения, наняв для этого 2 коллег с работы, которые накинули ему петлю на шею и крикнули "Это страна MAGA". 

## Фильмография
| Год  | Название на русском     | Название на английском   | Роль          | Примечания                                                                 |
| ---- | ----------------------- | ------------------------ | ------------- | -------------------------------------------------------------------------- |
| 1991 | Кусочек рая             | A Little Piece of Heaven | Салем Бордо   | Телевизионный фильм                                                        |
| 1992 | Могучие утята           | The Mighty Ducks         | Терри Холл    | Номинация — Премия «Молодой актёр» за лучший актёрский состав в кинофильме |
| 1994 | Норт                    | North                    | Адам          |                                                                            |
| 2011 |                         | Pitch This               | Майк          | Короткометражный фильм                                                     |
| 2012 | Худой                   | The Skinny               | Магнус        |                                                                            |
| 2014 | Прирожденный гонщик 2   | Born to Race: Fast Track | Тарик         | Direct-to-video                                                            |
| 2014 | Проси меня о чём угодно | Ask Me Anything          | Нико Демпстер |                                                                            |
| 2017 | Чужой: Завет            | Alien: Covenant          | Рикс          |                                                                            |

| Год                | Название на русском | Название на английском | Роль            | Примечания                                 |
| ------------------ | ------------------- | ---------------------- | --------------- | ------------------------------------------ |
| 1993               | Куинн               | Alex Haley’s Queen     | Саймон          | Мини-сериал                                |
| 1993               | Тренер              | Coach                  | Билли           | Эпизод: «Piece o' Cake»                    |
| 1993-1994          | Кро                 | Cro                    | Майк            | Озвучивание, 20 эпизодов                   |
| 1994-1995          | На моей площади     | On Our Own             | Джесси Джеррико | Регулярная роль, 20 эпизодов               |
| 2012               | Проект Минди        | The Mindy Project      | Барри Сассен    | Эпизод: «Josh and Mindy’s Christmas Party» |
| 2014               | Месть               | Revenge                | Джейми          | Эпизод: «Ashes»                            |
| 2015 — наст. время | Империя             | Empire                 | Джамал Лайон    | Регулярная роль                            |